# Filip Stevanović
Filip Stevanović (in serbo Филип Стевановић?; Užice, 25 settembre 2002) è un calciatore serbo, attaccante del Lommel.

## Caratteristiche tecniche
Ala sinistra dotata di grande velocità e buona tecnica, è difficile da contenere quando parte in dribbling, che tende ad enfatizzare con doppi passi e tocchi di suola. Bravo anche nelle conclusioni a rete, per lo stile di gioco viene paragonato ad Eden Hazard.

## Carriera

### Club

#### Partizan
Cresciuto nel settore giovanile del Partizan, ha esordito in prima squadra il 9 dicembre 2018 disputando l'incontro di Superliga vinto 3-0 contro il Rad Belgrado e diventando il terzo giocatore più giovane ad esordire con il club bianconero.

#### Manchester City e vari prestiti
Il 31 ottobre 2020 viene acquistato dal Manchester City, che lo lascia in prestito a Belgrado sino a fine stagione.
Terminato il prestito, viene ceduto nuovamente a titolo temporaneo agli olandesi dell'Heerenveen il 9 luglio 2021.
Il 31 agosto 2022 passa in prestito al Santa Clara fino al termine della stagione, dove non riesce a trovare parecchio spazio e gioca pochi minuti.
Nella stagione 2023-2024 passa in prestito all'RKC Waalwijk dove trova più spazio e segna 2 gol.

### Nazionale
Ha giocato nelle nazionali giovanili serbe Under-15, Under-16, Under-19 ed Under-21.

## Statistiche
Statistiche aggiornate al 28 ottobre 2020.

### Presenze e reti nei club
| Stagione        | Squadra         | Campionato      | Campionato | Campionato | Coppe nazionali | Coppe nazionali | Coppe nazionali | Coppe continentali | Coppe continentali | Coppe continentali | Altre coppe | Altre coppe | Altre coppe | Totale | Totale | Totale |
| Stagione        | Squadra         | Comp            | Pres       | Reti       | Comp            | Pres            | Reti            | Comp               | Pres               | Reti               | Comp        | Pres        | Reti        | Pres   | Reti   |        |
| --------------- | --------------- | --------------- | ---------- | ---------- | --------------- | --------------- | --------------- | ------------------ | ------------------ | ------------------ | ----------- | ----------- | ----------- | ------ | ------ | ------ |
| 2018-2019       | Partizan        | SL              | 4          | 0          | CS              | 0               | 0               |                    | -                  | -                  |             | -           | -           | 4      | 0      |        |
| 2019-2020       | Partizan        | SL              | 25         | 7          | CS              | 3               | 1               | UEL                | 7                  | 1                  |             | -           | -           | 35     | 9      |        |
| 2020-2021       | Partizan        | SL              | 11         | 3          | CS              | 1               | 0               | UEL                | 3                  | 0                  |             | -           | -           | 15     | 3      |        |
| Totale carriera | Totale carriera | Totale carriera | 40         | 10         |                 | 4               | 1               |                    | 10                 | 1                  |             | -           | -           | 54     | 12     |        |

## Palmarès

### Club

#### Competizioni nazionali
- Coppa di Serbia: 1

Partizan: 2018-2019